# Gábor von Vaszary
Gábor von Vaszary (geboren 1. Juli 1897 in Budapest, Österreich-Ungarn; gestorben 22. Mai 1985 in Lugano, Schweiz) war ein ungarischer Schriftsteller und Drehbuchautor. Er betätigte sich unter anderem als Illustrator, Modezeichner, Plakat- und Porträtmaler. Zeitweise war er als Journalist tätig und verfasste Kinderbücher.

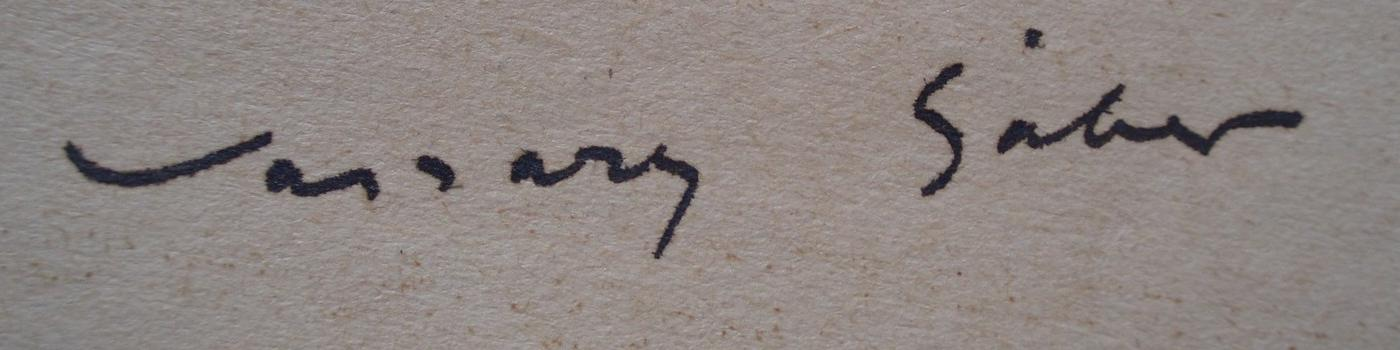

## Leben
Vaszary absolvierte zunächst das Gymnasium und besuchte anschließend die Akademie der Schönen Künste. Im Jahr 1924 fuhr zu einem Studienaufenthalt nach Paris, von wo er erst 1932 nach Ungarn zurückkehrte. 1947 emigrierte er in die Schweiz und arbeitete später für Radio Free Europe.
Sein Roman Monpti erschien 1934. Inspiriert von Eindrücken des Autors während seines Paris-Aufenthalts, stellt es mit bitterem Humor die Liebesgeschichte des Ich-Erzählers mit einer Pariser Stenotypistin dar. 1957 drehte Helmut Käutner den Film Monpti mit Horst Buchholz und Romy Schneider als romantischem Paar.

## Werke (Auswahl)
- Mesekönyv. 1928

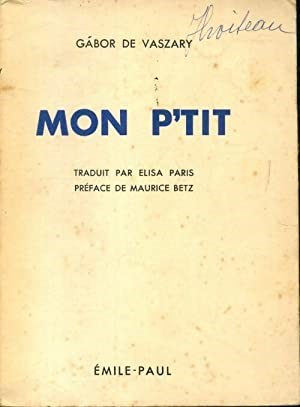
Französische Übersetzung Mon p'tit (1946)

- Monpti. Mit eigenen Illustrationen. 1934
  - Monpti. Übersetzung Gábor von Vaszary. Rowohlt, Berlin 1936
- Ő. 1935
  - Sie. Übersetzung Gábor von Vaszary. Berlin: Rowohlt, 1938
- Csak te! 1936
- Vigyázz, ha jön a nő. 1936
- Ketten Párizs ellen. 1938
  - Zwei gegen Paris. Übersetzung Josef Paul Toth. Esche, Leipzig 1937
- Kislány a láthatáron. 1939
  - Sommerliches Intermezzo. Übersetzung Harry Lux. München 1954
- A szőkékkel mindig baj van. 1939
- Hárman egymás ellen. 1939
  - Drei gegen Marseille. Übersetzung Lola Plesz. Wien 1949
- Az ördög nem alszik. 1940
- Tavaszi eső. 1941
- Káin. 1942
- A nő a pokolban is úr.
  - Wenn man Freunde hat.Übersetzung Hildegard von Roosz. Hamburg 1942
- Alszik az Isten. 1943
  - Mit 17 beginnt das Leben. Übersetzung Marianne Hunziker. Wien 1955
- Volt egyszer. 1943
- Bubus. 1944
- Wir werden das Kind schon schaukeln. 1952
- Heirate mich, Chérie. Wien 1956
- Die Sterne erbleichen. 1957
- Wenn Frauen schwindeln. 1957
- Adieu, mon amour. 1957
- Die nächste Liebe, bitte! Rowohlt, Hamburg 1962
- Kuki. 1963
- Frühlingsregen. 1965
- Man nannte sie Celine. 1975

## Filmographie
Literarische Vorlage
- 1943: Geliebter Schatz – auch Drehbuch
- 1949: Ich mach dich glücklich
- 1952: Wir werden das Kind schon schaukeln (Schäm dich, Brigitte)
- 1953: Mit siebzehn beginnt das Leben
- 1954: Sie
- 1957: Monpti – auch Drehbuch
- 1964: Heirate mich, Chéri

Drehbuch
- 1957: Wenn Frauen schwindeln